# Joemjaagin Tsedenbal

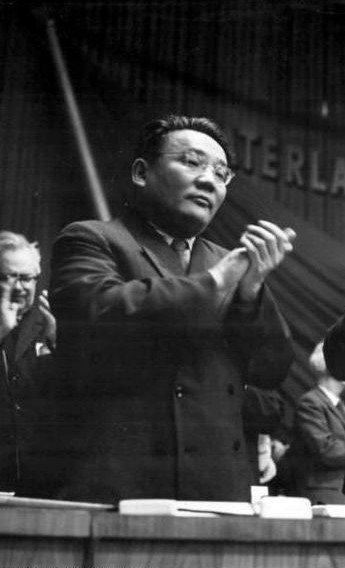
Joemjaagin Tsedenbal

Joemjaagin Tsedenbal (Mongools: Юмжаагийн Цэдэнбал) (Uvs, 17 september 1916 – Moskou, 24 april 1991) was een politicus uit de Volksrepubliek Mongolië.

## Leven
Hij sloot zich aan bij de Mongoolse Revolutionaire Volkspartij (MPRP). Op 8 april 1940 werd Tsedenbal secretaris-generaal van de MPRP (tot 1954). Op dat moment werd Mongolië geregeerd door de stalinistische maarschalk Chorloogijn Tsjoibalsan. Na de dood van Tsjoibalsan in januari 1952 werd Tsedenbal in mei van dat jaar minister-president. Hij voerde sindsdien een gematigd socialistische koers en maakte een einde aan het Stalinisme in Mongolië. In 1958 veroordeelde hij de stalinistische excessen en de persoonsverheerlijking van maarschalk Tsjoibalsan. Hij werd sindsdien gezien als de Mongoolse Nikita Chroesjtsjov.
Op 22 november 1958 werd Tsedenbal opnieuw gekozen tot secretaris van het Centraal Comité van de MPRP (deze post verving de post van secretaris-generaal van de MPRP). In 1974 verwisselde Tsedenbal het premierschap voor het voorzitterschap van het Presidium van de Staats Hural (dat wil zeggen staatshoofd). In 1981 werd Tsedenbal herkozen als partijsecretaris, maar in augustus 1984 werd hij vervangen door Jambyn Batmönkh.
- Bibliothèque nationale de France: cb15584146x (data)
- CiNii: DA06322575
- Gemeinsame Normdatei: 132225158
- International Standard Name Identifier: 0000 0001 1878 7508
- Library of Congress Control Number: n80124828
- Bibliotheek van het Japanse parlement: 00459175
- Nationale Bibliotheek van Tsjechië: jn20000700301
- Nationale bibliotheek van Australië: 35149428
- Nationale Bibliotheek van Polen: a0000001265622
- Nederlandse Thesaurus van Auteursnamen: 128416955
- LIBRIS: 343611
- Système universitaire de documentation: 110777123
- Virtual International Authority File: 84032794
- WorldCat: E39PBJghqT37xg9xhXqHKJvmBP